# ناهض (اسم)
ناهض هو اسم علم مذكر من أصل عربي، ومعناه هو الواقف القائم المستعد المرتفع المحارب لخصمه الساعي الماضي في عمله.

## شخصيات تحمل الاسم
- ناهض الريس (شاعر فلسطيني، 1937 – 13 أبريل 2010)
- ناهض بن ثومة الكلابي
- ناهض حتر (كاتب، 1960 – 25 سبتمبر 2016)

## وصلات خارجية
- موسوعة السلطان قابوس لأسماء العرب